# Firmianové
Firmianové (italsky a německy Firmian) je původem tyrolský šlechtický rod s rodovým sídlem ve Formigaru, ze kterého vzešlo několik biskupů.

## Historie
První historická zmínka o názvu Formicaria (= mraveniště), později Formigar nebo Castello Firmiano, pochází z roku 945 a odkazuje na předchůdce dnešního hradu Sigmundskron, jejž v roce 1027 předal císař Konrád II. tridentskému biskupovi. Ve 12. století byl předán ministeriálům, kteří se od té doby nazývali z Firmianu / von Firmian. Kolem roku 1473 hrad koupil tyrolský kníže, vévoda Zikmund Bohatý, přejmenoval jej na Sigmundskron a nechal jej rozšířit a zpevnit fortifikace, přičemž ze starého hradu Formigar zůstaly jen relativně malé zbytky. Kvůli finančním potížím však Zikmund musel hrad brzy znovu zastavit a jeho stav se zhoršoval.

V roce 1478 obdrželi Firmianové dědičný úřad maršálů tridentské diecéze. V roce 1480 dal Mikuláš Firmian postavit hrad Firmian v jihotyrolské obci Kronmetz (od roku 1902 Mezzocorona v dnešním italském regionu Trentino) poté, co se oženil s dědičkou majetku; hrad dodnes vlastní hrabě Firmian. Palazzo Firmian postavený v 18. století byl v 19. století prodán.

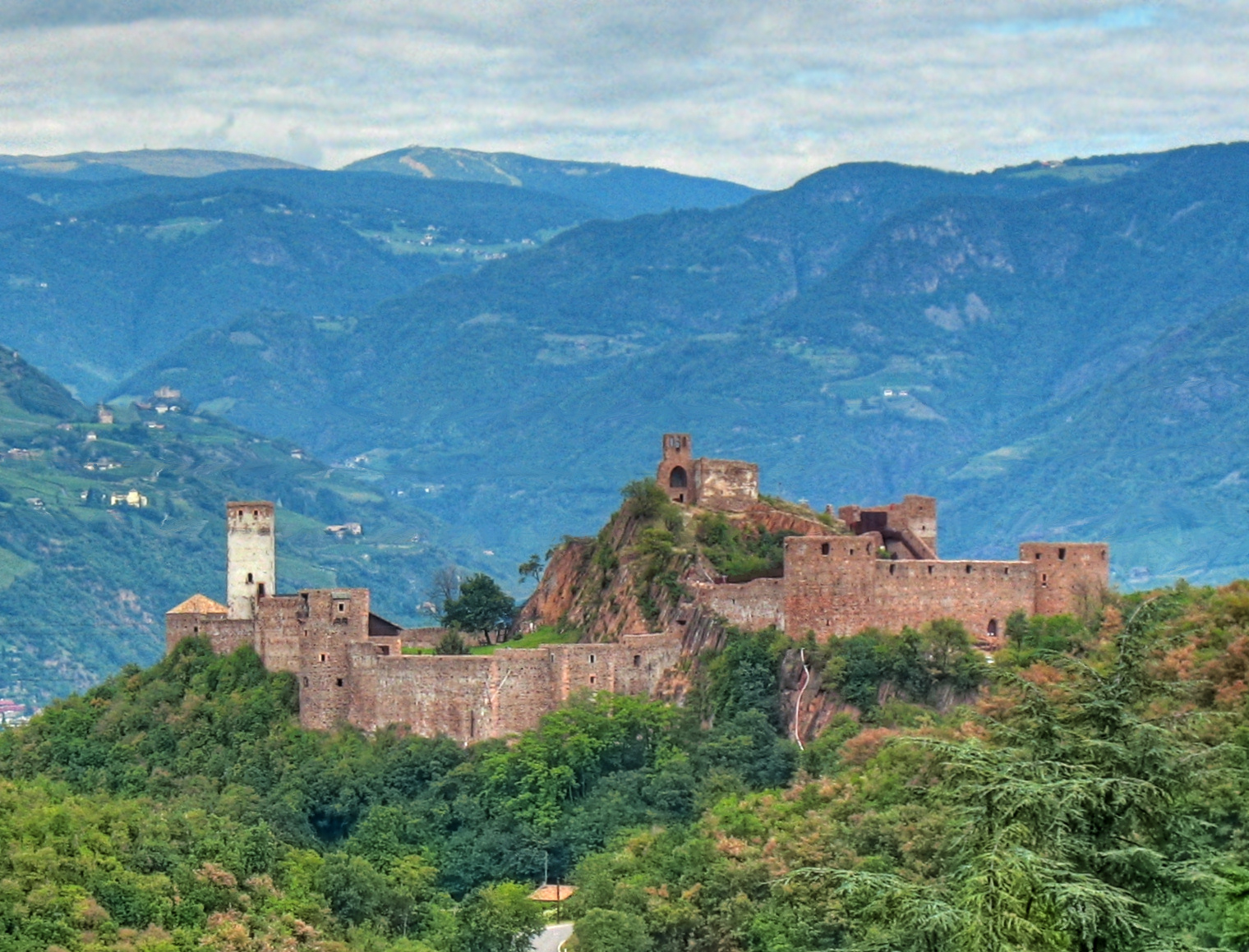
Zámek Sigmundskron (původně castel Firmian), Jižní Tyrolsko
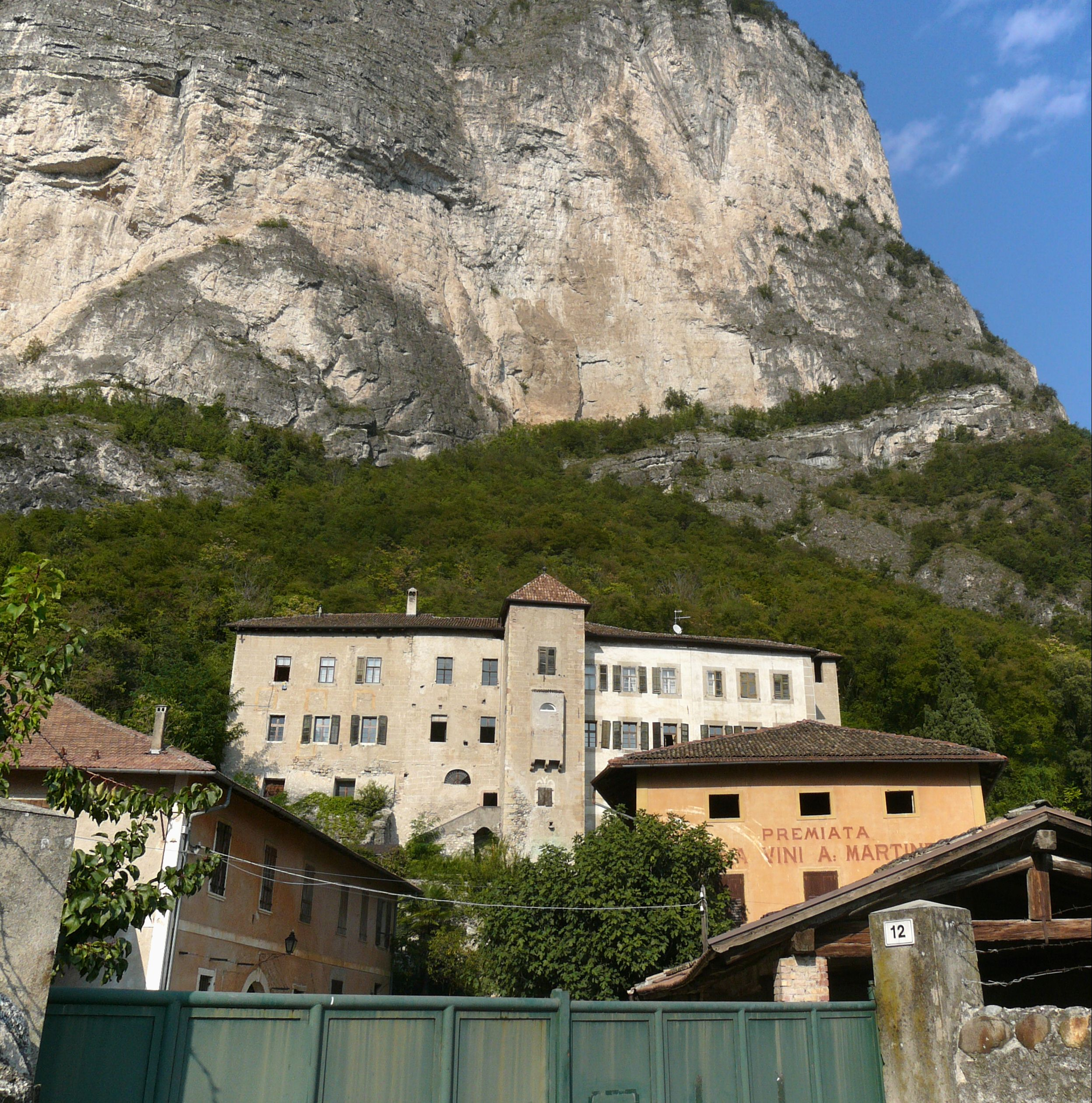
Castel Firmian v Kronmetz, Trentino
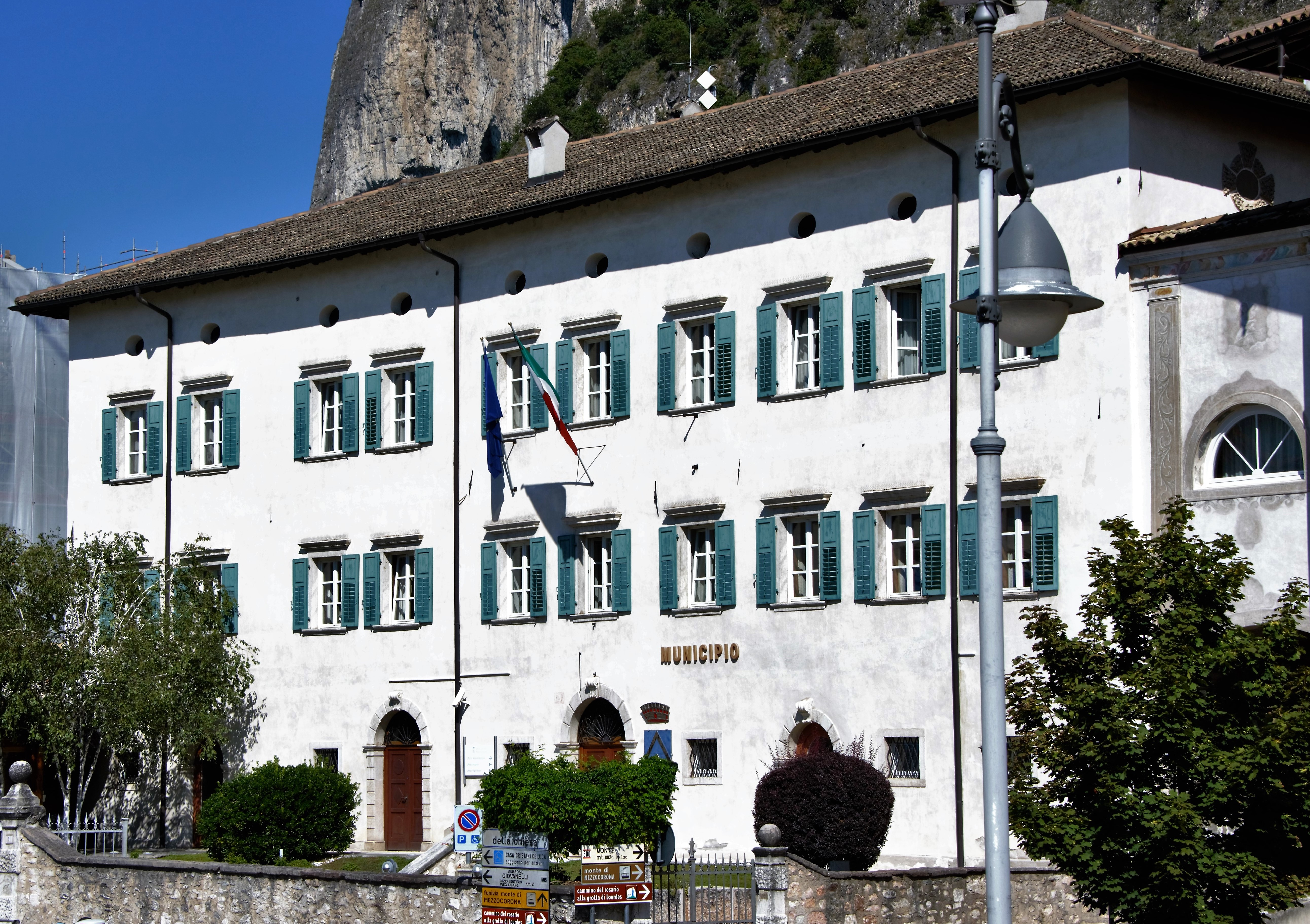
Palazzo Firmian v Kronmetz

V roce 1526 byla rodina povýšena do baronského stavu.

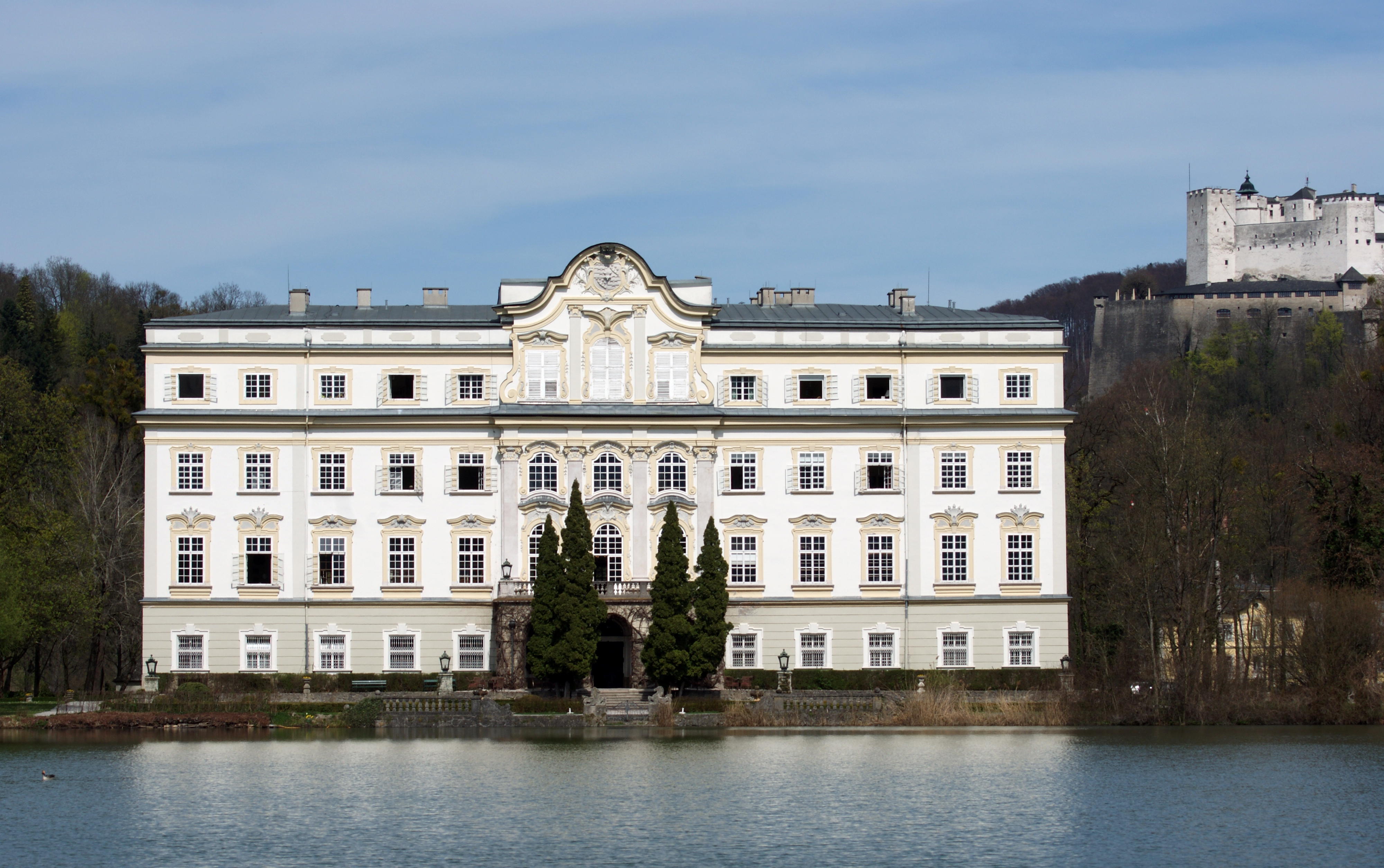
Palác Leopoldskron v Salcburku

Leopold Antonín byl v roce 1727 zvolen knížetem-arcibiskupem salcburským, jenž v letech 1731/32 nechal ze země vyhnat přes 20 000 protestantů (salcburští exulanti). V roce 1743 do svého dvorního orchestru přijal Leopolda Mozarta. S bratrem Františkem Alfonsem v roce 1728 získali titul dědičného říšského hraběte. Jako arcibiskup podporoval všechny syny svého bratra. Také jeho synovci Leopold Arnošt a Vergilius byli biskupy, František Laktanc  se stal hlavním hospodářem a komorníkem v Salcburku, a jako takový zaměstnával např. Wolfganga Amadea Mozarta. Byl také znám jako amatérský portrétista a mědirytec. U příležitosti jeho svatby v roce 1735 mu strýc arcibiskup Leopold Antonín věnoval zámek Leopoldskron, postavený v letech 1736–40, a který zůstal ve vlastnictví hrabat Firmianů až do roku 1828. Jeho mladší bratr Karel Josef se stal generálním guvernérem Lombardie. Byl patronem a přítelem Johanna Joachima Winckelmanna a malířky Angeliky Kauffmannové.
Leopold Maxmilián (1766–1831) se v roce 1800 stal biskupem lavantské diecéze, v roce 1818 správcem Salcburku a v roce 1822 vídeňským arcibiskupem. 

## Baronská a hraběcí linie rodu

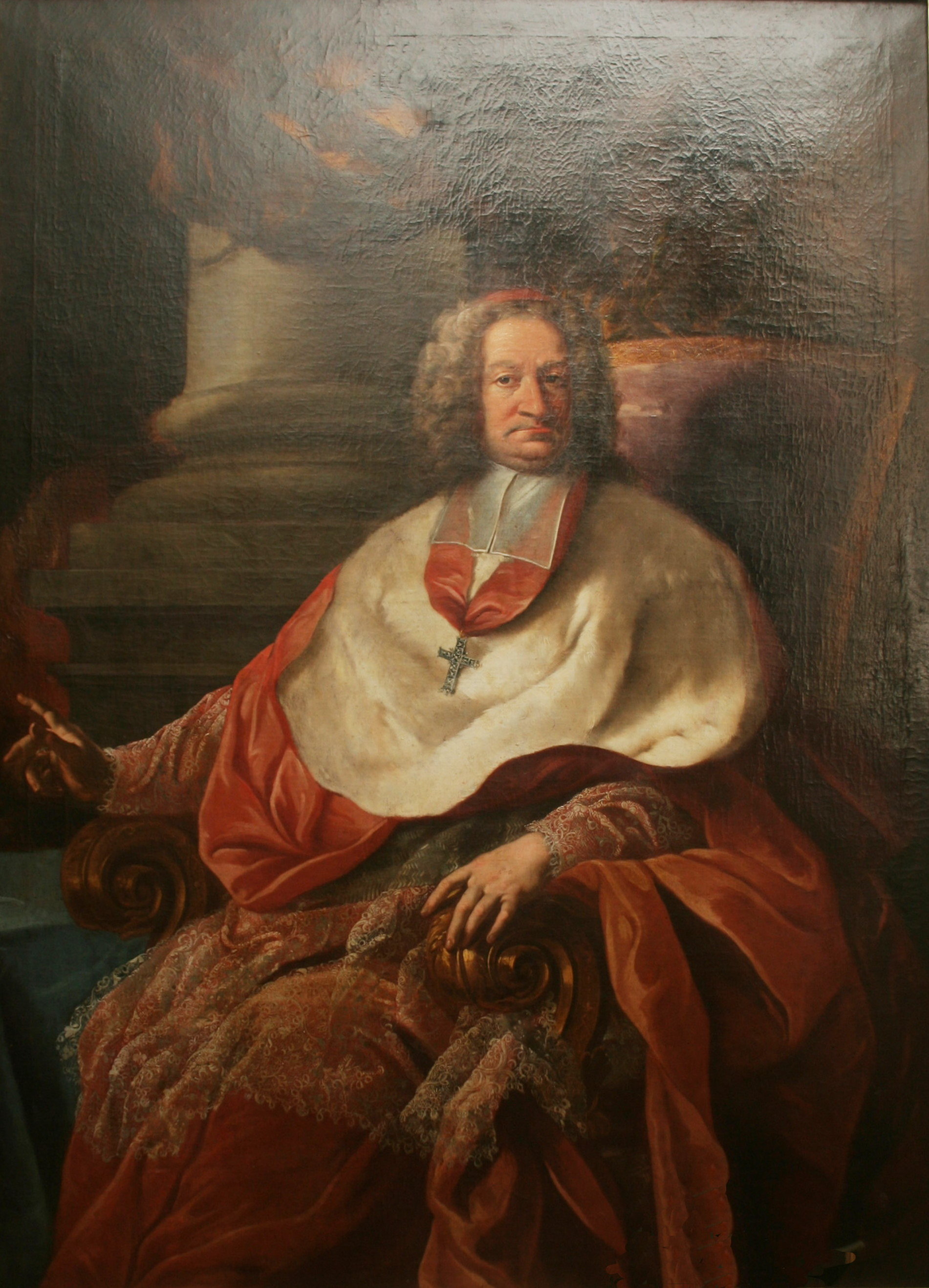
Leopold Antonín (1679–1744), kníže-arcibiskup salcburský

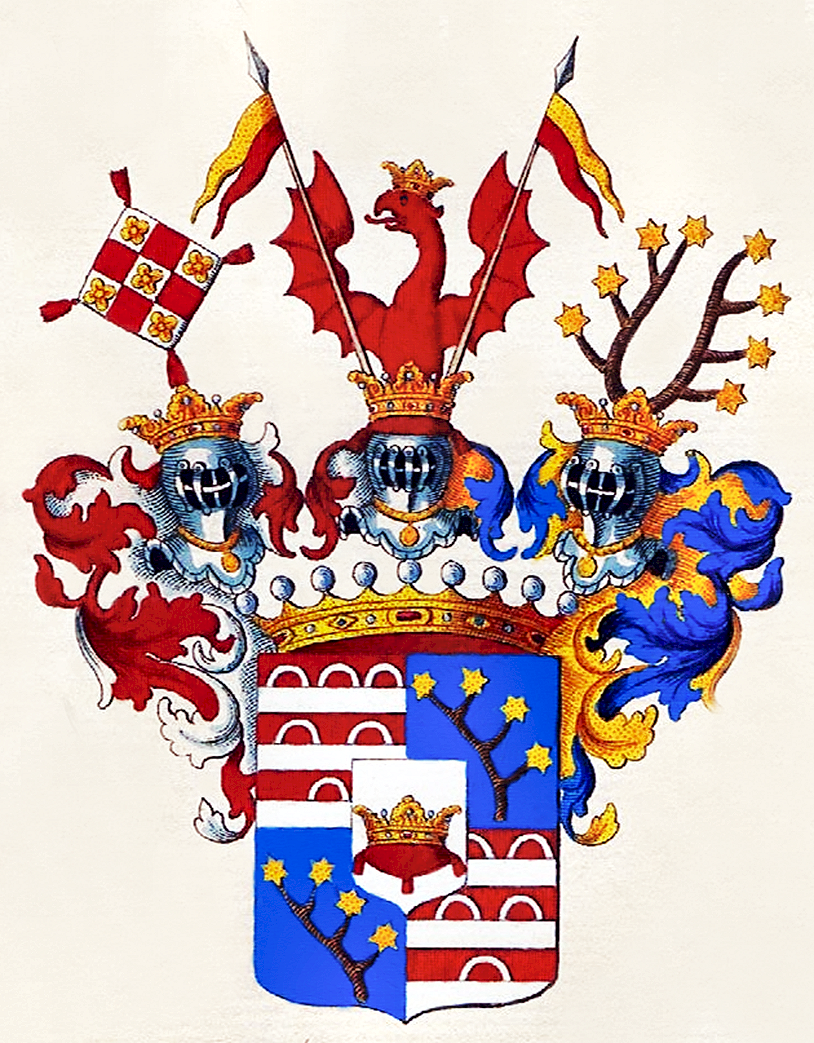
Erb hrabat Firmian z roku 1749

- Jiří svobodný pán z Firmianu († 31. ledna 1540 v St. Pauls), dědičný maršál tridentského biskupství, guvernér adižský a tyrolský purkrabí ženatý s Kateřinou z Thunu († 1521). [3] Jeho pohřební erb visí ve farním kostele Obrácení sv. Pavla [4]
  - Anna († 16. dubna 1543 v Mattighofenu), vdaná za Kryštofa (1480 - 22. dubna 1551 v Mattighofenu), říšský hrabě z Ortenburgu
- František Vilém svobodný pán z Firmianu (* 1636), ženatý s Marií Viktorií z Thunu
  - Karel Josef (1685–1715)
  - Leopold Antonín Eleutherius Baron a hrabě z Firmianu (1679–1744), říšský kníže a arcibiskup salcburský
  - František Alfons Jiří svobodný pán a (1728) říšský hrabě z Firmianu (11. října 1680 - 1748), ženatý s Barborou Alžbětou hraběnkou z Thunu-Hohensteina. Měli jedenáct dětí, z toho:
    - Leopold Arnošt hrabě z Firmianu (1708–1783), kardinál, kníže-biskup sekavský a pasovský
    - František Laktanc hrabě z Firmianu (29. ledna 1709/1712 v Mezzocoroně, Trentino - 6. března 1786 v Nogaredu v Trentinu), kníže-arcibiskupský tajný rada, nejvyšší hofmistr a komorník, umělec, sběratel a mecenáš, majitel zámku Leopoldskron, ženatý s Maxmilianou hraběnkou Lodronovou. Děti:
      - Leopold Antonín (1737–1828), majitel Leopoldskronu, ženatý s Marií Aloisí hraběnkou z Wolkenstein-Trostburgu. Společné děti: [5]
        - Leopold (* 11. října 1760)
        - Karel Maria (26. září 1766 - 22. února 1822), c.k. tajný rada a skutečný komorník, ženatý s Marií Annou hraběnkou z Althannu, rozenou z Martinic
        - Marie Anna (* 11. července 1777), vdaná za Antonína Mariu hraběte z Wolkenstein-Trostburgu, barona von Neuhaus (1775–1808)
        - Nothburga, vdaná za generálmajora Kaspara hraběte z Lodronu z lodronské sekundogenitury

      - Arnošt (1743–1789)
      - Josefa (1745–1803), vdaná za Leopolda Julia Felixe hraběte z Arco (1752–1803)

    - Virgil Augustin Maria hrabě z Firmianu (1714–1788), probošt v Salcburku, biskup lavantský
    - Karel Josef (1716–1782) nebo Karel Gotthard (1718–1782) hrabě z Firmianu, státník, habsburský generální guvernér Lombardie [6]
      - Leopold hrabě z Firmianu (26. září 1786 - 4. března 1839), ženatý s Johannou von Steffenelli zu Prenterhof-Hohenmaur (Stefanelli von Hohenmauer-Brendtenhof [7])
        - Ludvík (7. května 1819 - 30. října 1888, Kronmetz), rytmistr, ženatý 4. srpna 1849 Adele (* 30. října 1831), dcera Stanislause Rittera (Junosza) Piotrowského [8]
          - Luise Johanne za do Firmian a Meggel (* 21. července 1850), od 11. listopadu 1871 vdaná za barona Karla Gundakara von Suttner (1842 - 8. prosince 1889), c. k. ministr zemědělství ve Vídni [9]

        - Pius Jindřich hrabě z Firmianu (9. září 1824 - 24. srpna 1869), [8] ženatý s Emmou Petrichevich-Horváthovou ze Széplaku
          - Jan Nepomuk Pius Antonín hrabě z a na Firmianu na Kronmetz a Meggelu (9. června 1864 - 30. srpna 1952), c.k. kontradmirál
            - Hilpold Hans hrabě z Firmianu, ženatý s Florou Bevilaquovou
            - Hans Pius Evžen hrabě z Firmianu, ženatý s Evou Lutzovou
            - Jiří Petr hrabě z Firmianu, ženatý s Gabriellou Schmidtovou ze Zabierowa
            - Johanna provdaná hraběnka z Hardeggu-Glatze (* 17. května 1912)

        - Jan Nepomuk hrabě z Firmianu († 22. března 1883)
          - Laktanc Mikuláš hrabě z Firmianu († 11. července 1946)

    - Alžběta Gabriela (1722–1782), vdaná za Sebastiana hraběte Fuggera-Glötta
    - Marie Terezie (1718–1789), vdaná za Františka Josefa svobodného pána z Kuenburg (1716–1793), c.k. komorník

Další členové rodu (nepřiřazení):
- František Karel Maria Kajetán hrabě z Firmianu (1741–1776), pomocný biskup v Pasově
- Leopold Maxmilián hrabě z Firmianu (1766–1831) 1800 biskup lavantský, 1818 správce Salcburku, 1822 vídeňský arcibiskup
- Karel hrabě Firmian zu Kronmetz a Meggel (* 4. srpna 1863 v Mezzocoroně)

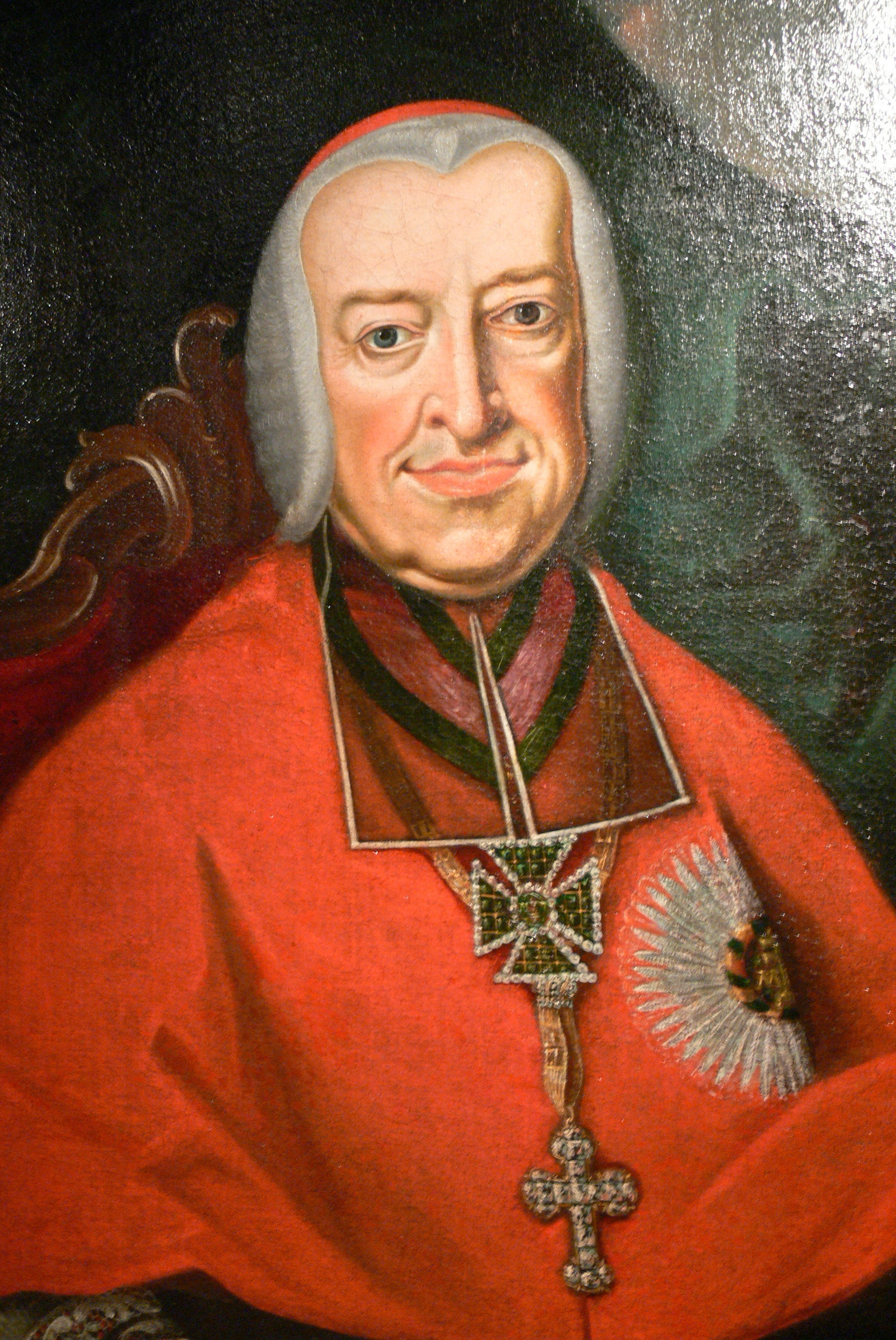
Kardinál Leopold Ernst (1708–1783), kníže-biskup pasovský
František Laktanc hrabě z Firmianu (1709–1786), hlavní komorník
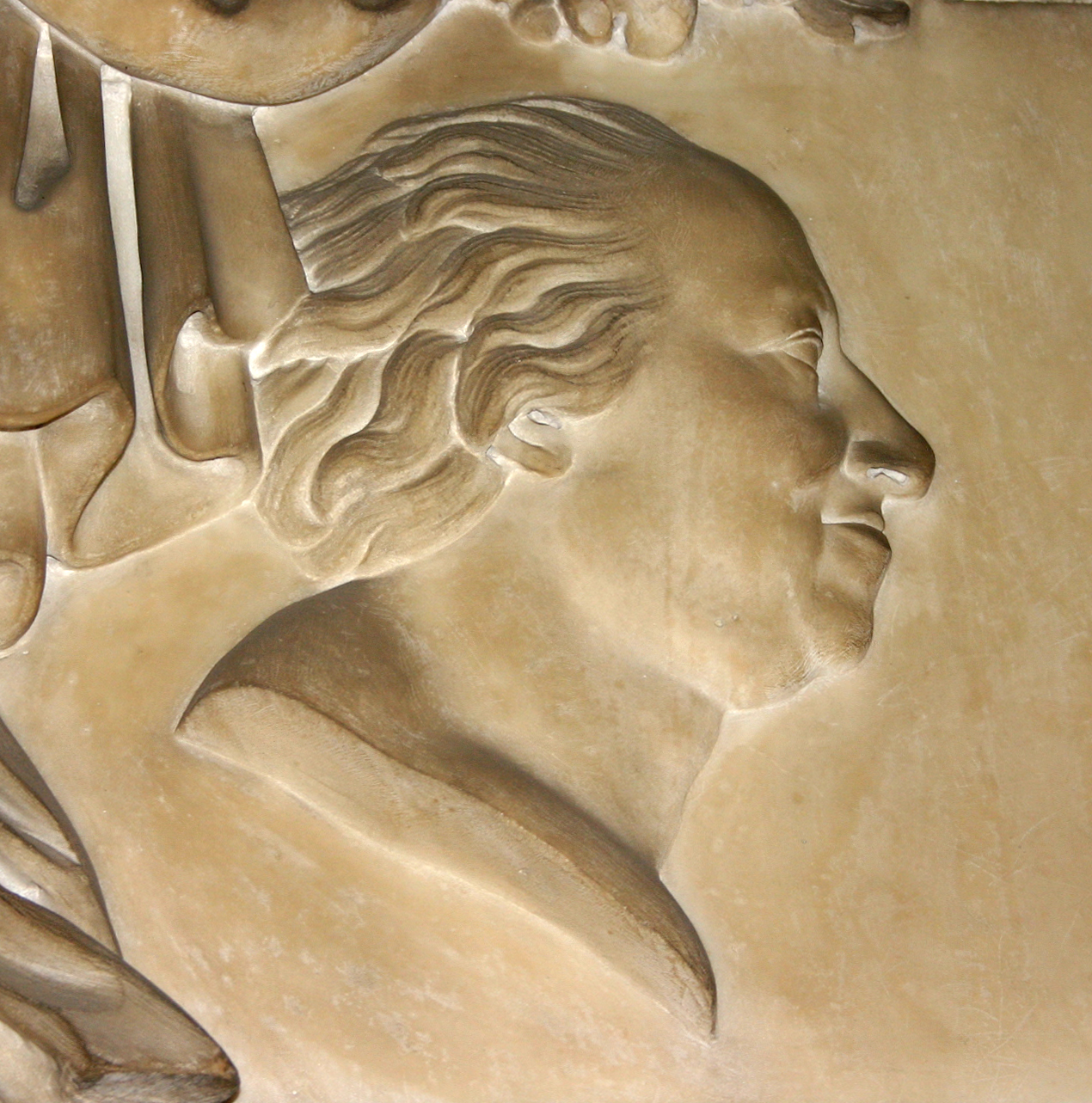
Karel Josef (1716–1782), generální guvernér Lombardie
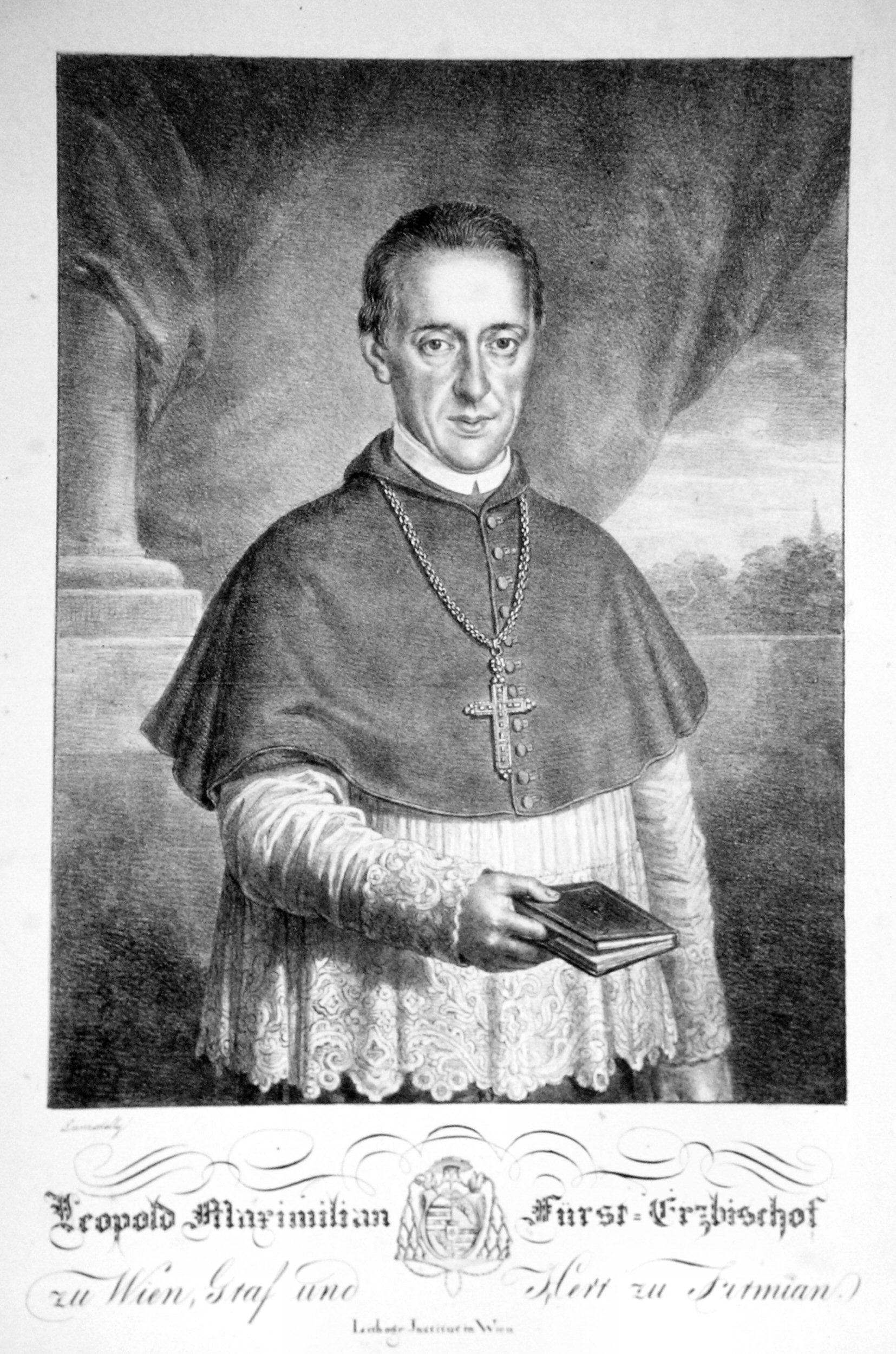
Leopold Max (1766–1831), vídeňský arcibiskup